# Vacanțe la soare
Vacanțe la soare (în sârbă Атомски здесна, Atomski zdesna) este un film dramatic de dragoste scris și regizat de Srđan Dragojević din 2014.

## Legături externe
- Vacanțe la soare la Internet Movie Database